# Critical Reviews in Oncogenesis
Critical Reviews in Oncogenesis, abbreviato anche come CRO, è una rivista scientifica trimestrale della Begell House che pubblica articoli di revisione nel campo dell'oncologia, con particolare attenzione alle applicazioni di base, molecolari e traslazionali nel campo dell'oncogenesi, al ruolo dell'oncogenesi nello sviluppo del cancro e delle neoplasie e delle cellule staminali tumorali con il loro potenziale oncogenico, nonché  il ruolo degli oncogeni come biomarcatori diagnostici e bersagli terapeutici.
A differenza di altre riviste di revisione, CRO è fortemente incentrata su un approccio tematico specifico e unico per ogni numero, curato da uno o più editori invitati, con l'apporto di contributi di vari esperti.
La caporedattrice è Ragnhild A. Lothe.

## Articoli notevoli
- T Fulop, A Larbi, JM Witkowski, R Kotb, K Hirokawa e G Pawelec, Immunosenescence and cancer., in Critical Reviews in Oncogenesis, vol. 18, n. 6, 2013,  pp. 489–513, DOI:10.1615/critrevoncog.2013010597, ISSN 0893-9675 (WC · ACNP), PMID 24579731. (immunosenescenza)
- Barth BM, Shanmugavelandy SS, Tacelosky DM, Kester M, Morad SA, Cabot MC, Gaucher's disease and cancer: a sphingolipid perspective, in Critical Reviews in Oncogenesis, vol. 18, n. 3, 1° gennaio 2014,  pp. 221–234, DOI:10.1615/critrevoncog.2013005814, PMC 3604879, PMID 23510065. (lactosilceramide)
- E Torlakovic e DC Snover, Sessile serrated adenoma: a brief history and current status., in Critical Reviews in Oncogenesis, vol. 12, 1–2, luglio 2006,  pp. 27–39, DOI:10.1615/critrevoncog.v12.i1-2.30, PMID 17078205. (lesione sessile seghettata)
- Brickell PM, The p60c-src family of protein-tyrosine kinases: structure, regulation, and function., in Critical Reviews in Oncogenesis, vol. 3, n. 4, 1992,  pp. 401–46, PMID 1384720. (tirosin-proteinchinasi Fes/Fps)
- Veronika Bachanova e Jeffrey S. Miller, NK Cells in Therapy of Cancer, in Critical Reviews in Oncogenesis, vol. 19, 1–2, 2014,  pp. 133–41, DOI:10.1615/CritRevOncog.2014011091, PMC 4066212, PMID 24941379. (leucemia linfoide)
- Ayto R, Hughes DA, Gaucher disease and myeloma, in Critical Reviews in Oncogenesis, vol. 18, n. 3, 2013,  pp. 247–68, DOI:10.1615/critrevoncog.2013006061, PMID 23510067. (malattia di Gaucher)
- Teixeira MR, Recurrent fusion oncogenes in carcinomas, in Critical Reviews in Oncogenesis, vol. 12, 3–4, dicembre 2006,  pp. 257–71, DOI:10.1615/critrevoncog.v12.i3-4.40, PMID 17425505. (gene di fusione)
- Thiaville MM, Kim J, Oncogenic potential of yin yang 1 mediated through control of imprinted genes, in Critical Reviews in Oncogenesis, vol. 16, 3–4, 2011,  pp. 199–209, DOI:10.1615/critrevoncog.v16.i3-4.40, PMC 3392609, PMID 22248054. (YY1)